# Clystea finalis
Clystea finalis är en fjärilsart som beskrevs av Walker 1854. Clystea finalis ingår i släktet Clystea och familjen björnspinnare. Inga underarter finns listade i Catalogue of Life.